# Albert Bernhard Frank
Pour les articles homonymes, voir Frank.
Albert Bernhard Frank, né le 17 janvier 1839 à Dresde et mort le 27 septembre 1900 à Berlin, est un biologiste saxon.

## Biographie
Frank étudie les sciences naturelles, en particulier la botanique, à partir de 1861 auprès de Georg Heinrich Mettenius et Heinrich Gustav Reichenbach à l'université de Leipzig. Après sa promotion en 1865, il devient le conservateur de l'herbarium de cette université et, en 1867, il obtient l'habilitation à diriger des recherches. À partir de 1881 il effectue des recherches en physiologie végétale à l'école supérieure d'agronomie de Berlin[réf. souhaitée].
Ses recherches sur les maladies de la cerise, du navet, des céréales et de la pomme de terre font son renom. Il est reconnu pour rendre rapidement exploitables en agriculture et en sylviculture les résultats de ses recherches[réf. souhaitée]. Il fut le premier en 1885 à utiliser le terme de mycorhize à travers ses recherches portant sur la relation entre les truffes et les chênes puis à en comprendre le fonctionnement en 1894 grâce à ses travaux sur la non-viabilité des pins à pousser sans leur symbiote fongique.

## Œuvres
- Beiträge zur Pflanzenphysiologie : Ueber die durch Schwerkraft verusachten Bewegunngen von Pflanzentheilen. Ueber die Entsthung der Intercellularräume der Pflanzen, Leipzig, 1868.
- Die natürliche wagerechte Richtung von Pflanzentheilen und ihre Abhängigkeit vom Lichte und von der Gravitation, Leipzig, 1870.
- Die Krankheiten der Pflanzen : Ein Handbuch für Land- und Forstwirte, Gartenfreunde und Botaniker, Breslau, ed. 1, 1880, 1 volume ; ed. 2, 1885-1896, 3 volumes.
- Über die auf Wurzelsymbiose beruhende Ernährung gewisser Bäume durch unterirdische Pilze (Sur la nutrition de certains arbres par l'intermédiaire de la symbiose entre les racines et des champignons souterrains), Berichte der Deutschen Botanischen Gesellschaft, 3, p. 128–145, 1885.
- (avec Paul Sorauer) Pflanzenschutz : Anleitung für den Praktischen Landwirt zur Erkennung und Bekämpfung der Beschädigungen der Kulturpflanzen, Berlin, 1892.

## Hommage
Le genre de bactéries Frankia est nommé en hommage à Albert Bernhard Frank.